# Martin Špegelj

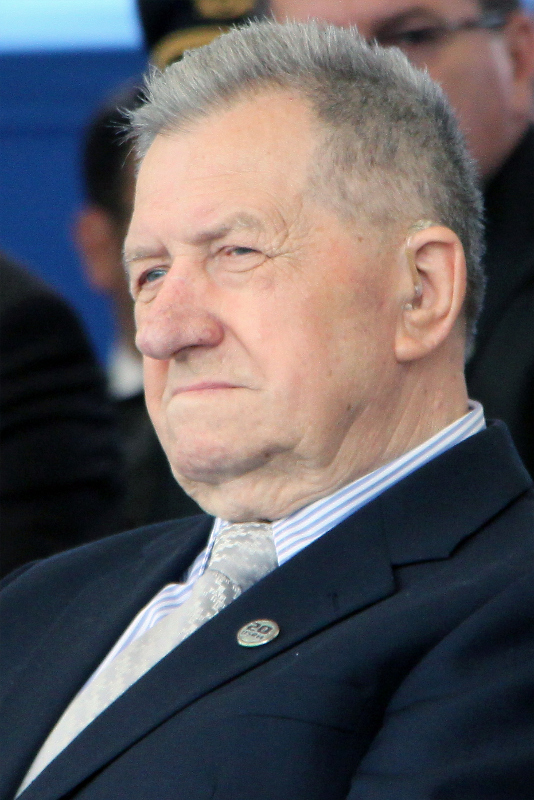
Martin Špegelj (2011)

Martin Špegelj (* 11. November 1927 in Stari Gradac, Königreich Jugoslawien; † 11. Mai 2014 in Zagreb) war der zweite Verteidigungsminister Kroatiens, später auch Generalinspekteur der kroatischen Armee. Trotz der Schwierigkeiten des Kroatienkrieges schaffte er es, eine schlagkräftige Armee aufzubauen. Nach einigen Unstimmigkeiten mit dem kroatischen Präsidenten Franjo Tuđman trat er 1992 zurück. Zu diesem Zeitpunkt war der Krieg eingefroren; Kampfhandlungen fanden nur noch vereinzelt statt. Špegelj war einer der wenigen kroatischen Politiker, welche den Krieg als unausweichlich sahen.

## Jugend
Martin Špegelj wurde 1927 im slawonischen Ort Stari Gradac nahe der ungarischen Grenze geboren. Er war Soldat der Partisanen im Zweiten Weltkrieg. So wurde er letztendlich General der 5. Brigade der jugoslawischen Volksarmee im Bezirk Zagreb.

## Špegelj-Videos
Nachdem Špegelj auf Videoaufnahmen vom Oktober 1990 mit einem jugoslawischen Geheimdienstmitarbeiter zu sehen war, musste er 1991 zurücktreten. In diesem Video sprach der Verteidigungsminister offen von der Ausrottung und Massakrierung von Serben, nannte Slobodan Milošević eine Hure und erwähnte mehrmals die Unterstützung der Amerikaner für die kroatische Unabhängigkeit durch Waffenlieferungen. Im Anschluss daran floh er nach Österreich.

## Rückkehr nach Kroatien
Im Vorfeld des Kroatienkrieges kehrte Špegelj nach Kroatien zurück und unterstützte die militärische Führung. Als der 10-Tage-Krieg in Slowenien ausbrach, forderte Špegelj, die jugoslawischen Kasernen in Kroatien anzugreifen und der slowenischen Armee zu helfen. Tuđman jedoch hielt sich zunächst zurück. Daraufhin wurde Špegelj degradiert. Wenige Monate später brach zwischen der JNA und ansässigen serbischen Kräften einerseits und kroatischen Einheiten andererseits der offene Krieg aus.